# Венсан Дефран
Венсан Дефран (фр. Vincent Defrasne, 9 березня 1977) — французький біатлоніст, олімпійський чемпіон.
Золоту олімпійську медаль і звання олімпійського чемпіона Венсан Дефран здобув у Турині в гонці переслідування на 12,5 км. Ще дві бронзові олімпійські нагороди спортсмен отримав як член збірних команд в естафетних гонках на іграх у Солт-Лейк-Сіті та Турині.
Після золотої олімпійської медалі та завершення кар'єри Рафаеля Пуаре, Дефран став лідером французької команди. В 2007/2008 він отримав малий золотий глобус Кубка світу в індивідуальних гонках.
На Зимовій олімпіаді у Ванкувері Дефран був прапороносцем французької команди.
В кінці сезону 2009/2010 біатлоніст оголосив про завершення спортивної кар'єри.

## Статистика
У таблиці наведено статистику виступів біатлоніста в Кубку світу.
- Місця 1–3: кількість подіумів
- Чільна 10: кількість фінішів у першій десятці
- В очках: кількість виступів, на яких біатлоніст здобував очки
- Старти: кількість стартів
- Естафета: включно зі змішаною

| Місця     | Індивід. | Спринт | Персьют | Мас-старт | Естафета | Разом |
| --------- | -------- | ------ | ------- | --------- | -------- | ----- |
| 1         | 1        | 1      | 1       |           | 4        | 7     |
| 2         |          |        | 1       | 2         | 4        | 7     |
| 3         | 1        |        | 2       |           | 11       | 14    |
| Чільна 10 | 7        | 20     | 27      | 12        | 56       | 122   |
| В очках   | 20       | 67     | 57      | 32        | 61       | 237   |
| Стартів   | 34       | 105    | 72      | 33        | 62       | 306   |